# Orthotrichum uncinatum
Orthotrichum uncinatum là một loài Rêu trong họ Orthotrichaceae. Loài này được (Brid.) Arn. mô tả khoa học đầu tiên năm 1827.